# Siêu cúp Anh 2013
FA Community Shield 2013 (hay Siêu Cúp Anh 2013 theo truyền thông tiếng Việt) là trận tranh FA Community Shield thứ 91, diễn ra vào ngày 11 tháng 8 năm 2013 tại Sân vận động Wembley, giữa đội vô địch Ngoại hạng Anh và FA Cup mùa trước. Trận đấu diễn ra giữa nhà vô địch Ngoại hạng Anh 2012-13, Manchester United, và đội vô địch FA Cup 2012-13, Wigan Athletic. Sau khi Wigan xuống hạng chỉ vài ngày sau chức vô địch FA Cup, đây là lần đầu tiên một đội bóng từ bên ngoài giải Ngoại hạng Anh tham gia Community Shield kể từ West Ham United vào năm 1980.
Manchester United đã giành được Community Shield lần thứ 16 sau chiến thắng 2-0 trước Wigan Athletic, với Robin van Persie ghi cả hai bàn thắng. Danh hiệu này được đặc biệt đáng chú ý vì là danh hiệu duy nhất của David Moyes trên cương vị huấn luyện viên của Manchester United, trong trận đấu đầu tiên mà ông dẫn dắt câu lạc bộ sau khi huấn luyện viên huyền thoại Sir Alex Ferguson nghỉ hưu vào cuối mùa giải 2012-13.

## Trận đấu

### Chi tiết
| Manchester United  | 2–0    | Wigan Athletic |
| ------------------ | ------ | -------------- |
| Van Persie 6', 59' | Report |                |

| Manchester United | Wigan Athletic |

| GK               | 1  | David de Gea      |
| RB               | 2  | Rafael            |
| CB               | 15 | Nemanja Vidić (c) |
| CB               | 4  | Phil Jones        |
| LB               | 3  | Patrice Evra      |
| CM               | 23 | Tom Cleverley     |
| CM               | 16 | Michael Carrick   |
| CM               | 11 | Ryan Giggs        |
| RW               | 29 | Wilfried Zaha     |
| LW               | 19 | Danny Welbeck     |
| CF               | 20 | Robin van Persie  |
| Dự bị:           |    |                   |
| GK               | 13 | Anders Lindegaard |
| DF               | 6  | Jonny Evans       |
| DF               | 12 | Chris Smalling    |
| MF               | 8  | Anderson          |
| MF               | 25 | Antonio Valencia  |
| MF               | 26 | Shinji Kagawa     |
| MF               | 44 | Adnan Januzaj     |
| Huấn luyện viên: |    |                   |
| David Moyes      |    |                   |

| GK               | 1  | Scott Carson         |
| RB               | 17 | Emmerson Boyce (c)   |
| CB               | 24 | James Perch          |
| CB               | 25 | Leon Barnett         |
| LB               | 3  | Stephen Crainey      |
| CM               | 4  | James McCarthy       |
| CM               | 8  | Ben Watson           |
| CM               | 16 | James McArthur       |
| RW               | 10 | Shaun Maloney        |
| LW               | 11 | James McClean        |
| CF               | 9  | Grant Holt           |
| Dự bị:           |    |                      |
| GK               | 13 | Lee Nicholls         |
| MF               | 7  | Chris McCann         |
| MF               | 14 | Jordi Gómez          |
| MF               | 18 | Roger Espinoza       |
| MF               | 29 | Nouha Dicko          |
| FW               | 15 | Callum McManaman     |
| FW               | 32 | Marc-Antoine Fortuné |
| Huấn luyện viên: |    |                      |
| Owen Coyle       |    |                      |

| Người của trận đấu - Michael Carrick (Manchester United) Match officials - Assistant referees: - Mike Mullarkey (Devon) - Scott Ledger (South Yorkshire) - Fourth official: Michael Oliver (Northumberland) - Reserve official: Lee Betts (Norfolk) | Quy tắc - 90 phút. - Phạt đền nếu điểm số đạt được sau 90 phút là hoà. - Tối đa sáu lần thay thế. |